# سفره‌ماهی پروانه‌ای خاردار
سفره‌ماهی پروانه‌ای خاردار (نام علمی: Gymnura altavela) نام یک گونه از سرده پرتوماهی پروانه‌ای است. این گونه پرتوماهی بومی آب‌های اقیانوس اطلس است. یک پرتوماهی نسبتاً بزرگ است که طولش بیش از ۲متر می‌باشد. این گونه یکی از گونه آسیب‌پذیر در سطح جهانی شناخته شده‌است. این گونه در آب‌های منطقه گرمسیری و مناطق معتدل یافت می‌شود. دامنه پراکنشش از غرب ماساچوست، ایالت متحده آمریکا تا ایالت بوئنوس آیرس در آرژانتین کشیده می‌شود. این ماهی‌ها از از کوسه‌های کوچک و ماهی‌های مرکب، انواع سخت‌پوستان، پیوسته‌استخوانان، سرپایان، دوکفه‌ای‌ها و انواع شکم‌پایان تغذیه می‌کنند.